# Aciotis rubricaulis
Aciotis rubricaulis là một loài thực vật có hoa trong họ Mua. Loài này được (Mart. ex DC.) Triana mô tả khoa học đầu tiên năm 1871.

## Hình ảnh

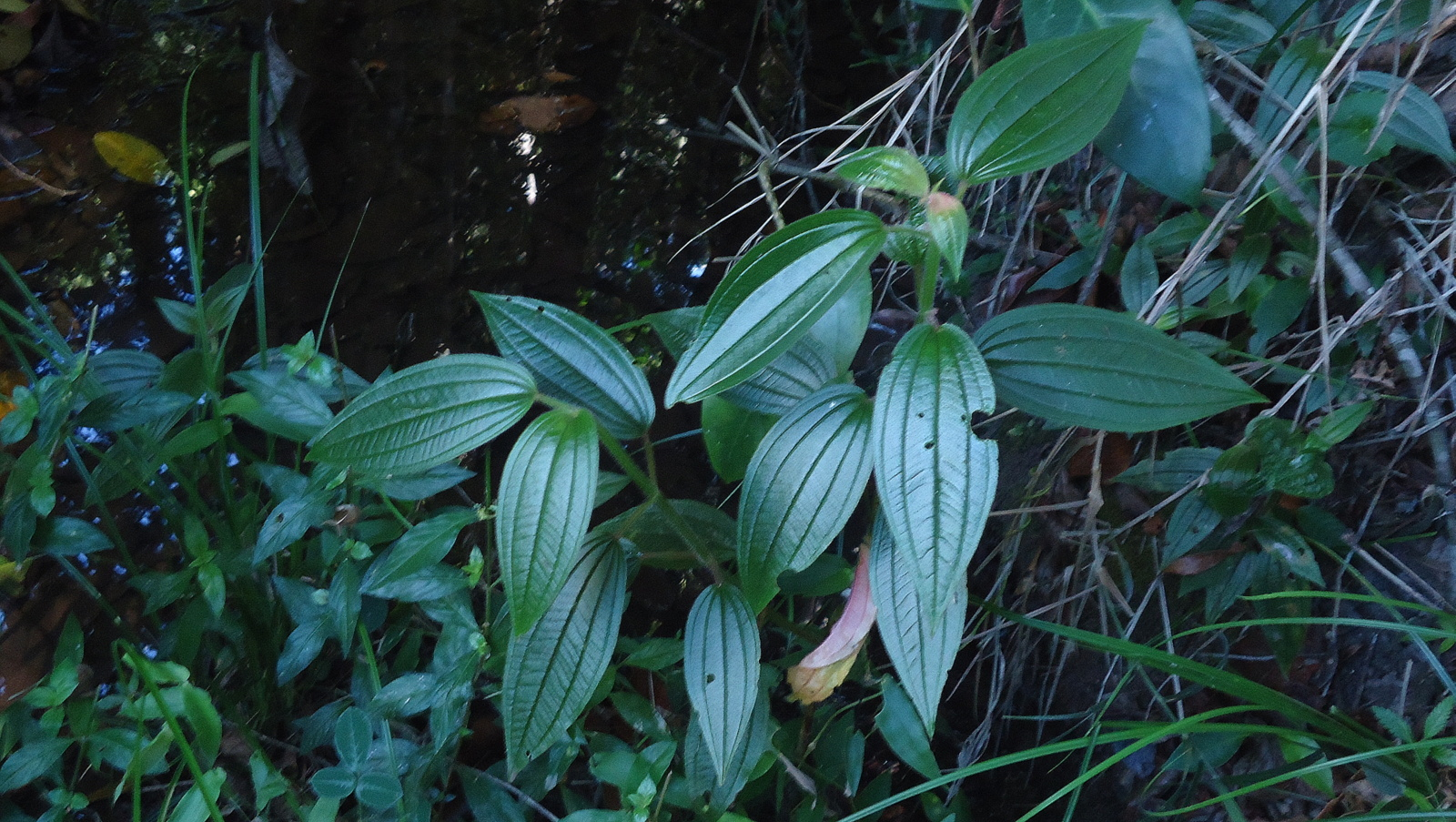
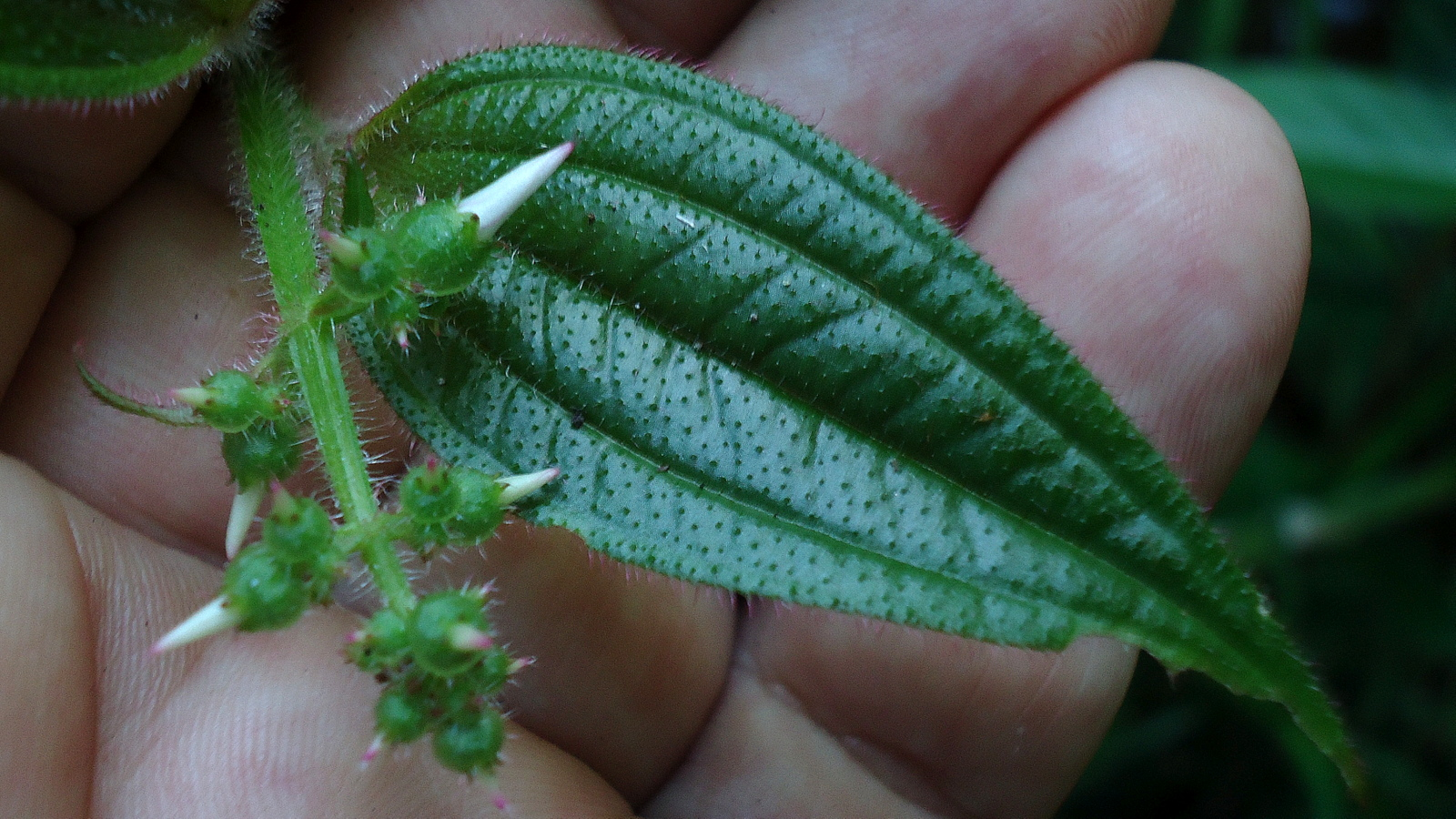
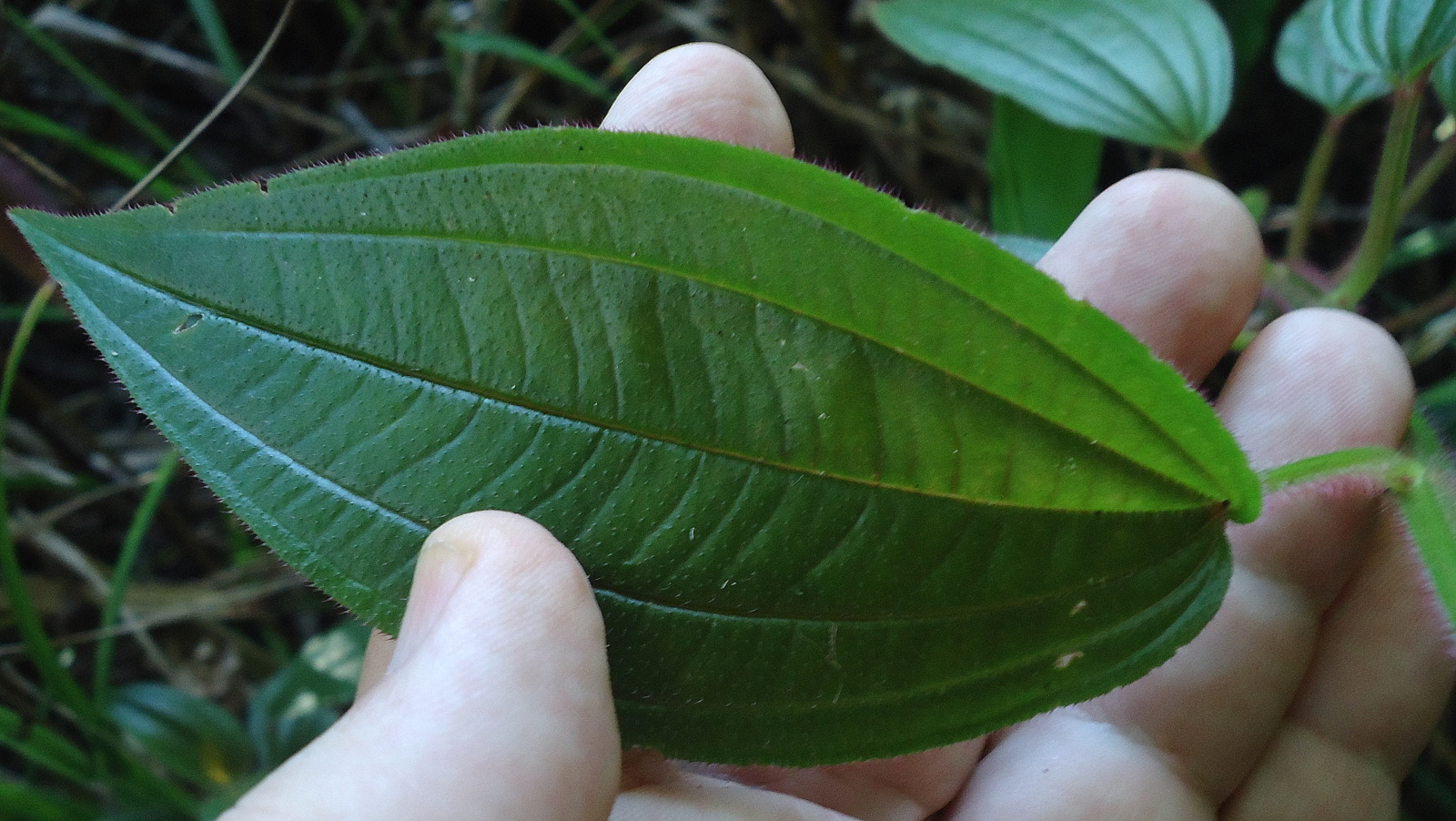
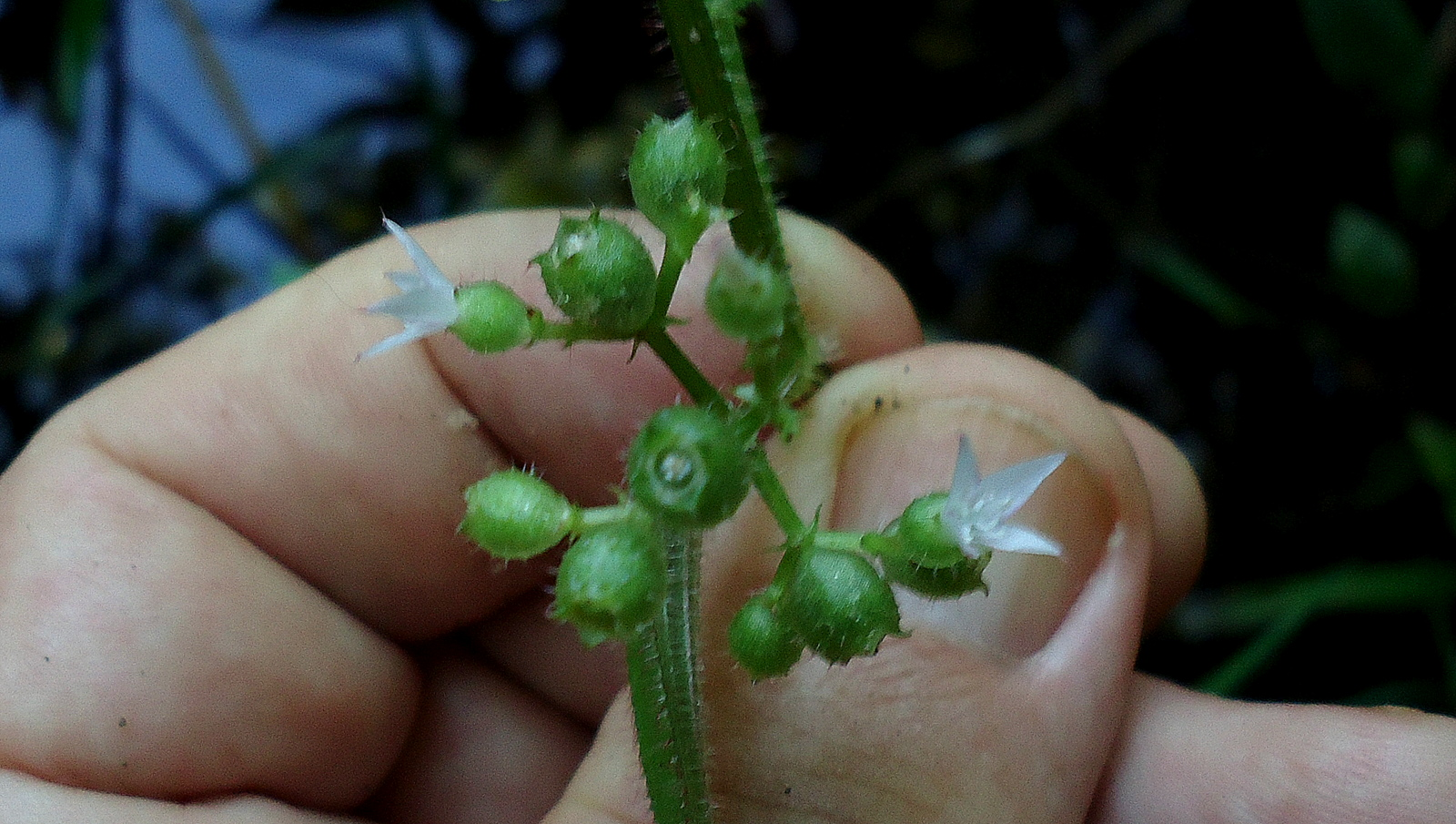